# Nazionale maschile under 17 di calcio della Francia
La nazionale Under-17 di calcio della Francia è la rappresentativa calcistica Under-17 della Francia ed è posta sotto l'egida della Federazione calcistica della Francia.
La selezione compete per il campionato europeo di calcio Under-17 e per il campionato mondiale di calcio Under-17, oltre che partecipare ad altri tornei amichevoli.
La Francia in particolare ha vinto tre volte l'europeo e una volta il mondiale.

## Partecipazioni ai tornei internazionali

### Europei Under-17
- 2002: Secondo posto
- 2003: Non qualificata
- 2004: Campione
- 2005: Non qualificata
- 2006: Non qualificata
- 2007: Semifinali
- 2008: Secondo posto
- 2009: Primo turno
- 2010: Semifinali
- 2011: Primo turno
- 2012: Primo turno
- 2013: Non qualificata
- 2014: Non qualificata
- 2015: Campione
- 2016: Primo turno
- 2017: Quarti di finale
- 2018: Non qualificata
- 2019: Semifinali
- 2022: Campione
- 2023: Secondo posto
- 2024: Primo turno
- 2025: Secondo posto

### Mondiali Under-17
- 1991: Non qualificata
- 1993: Non qualificata
- 1995: Non qualificata
- 1997: Non qualificata
- 1999: Non qualificata
- 2001: Campione
- 2003: Non qualificata
- 2005: Non qualificata
- 2007: Quarti di finale
- 2009: Non qualificata
- 2011: Quarti di finale
- 2013: Non qualificata
- 2015: Ottavi di finale
- 2017: Ottavi di finale
- 2019: Terzo posto
- 2023: Secondo posto

## Palmares
- Campionato mondiale di calcio Under-17
  - 1 (2001)
- Campionato europeo di calcio Under-17
  - 3 (2004, 2015, 2022)